# 入侵异次元3
《入侵异次元3》（英語：Trancers III，或稱為）是一部1992年美國科幻動作片，由C·寇特尼·喬伊納執導兼編劇，提姆·湯默森、安德魯·羅賓森、梅蘭妮·史密斯和海倫·杭特主演。本片為1991年電影《續幻魔終結者》的續集兼《入侵異次元》系列電影的第三部電影作品。劇情講述在1992年擔任私家偵探的傑克·戴斯被送回未來2352年接受任務，並穿越至2005年殲滅危害未來的敵人。《入侵异次元3》1992年10月14日以影帶首映形式在美國發行。

## 劇情
1992年，傑克·戴斯在洛杉磯成為私家偵探，以對出軌的戀人捉姦在床為專業。但傑克與莉娜的關係出現裂痕，如果他不能改正自己的行為，夫妻將面臨離婚。莉娜同意見面吃晚飯，試圖修復這段關係。在但此前，傑克被未來的前妻艾莉絲和雷恩斯指揮官派出水晶動力機器人「鯊魚」帶回2352年，以拯救天使城（Angel City）在一場大規模的迷幻人（Trancers）戰爭中免於毀滅；他的任務是到2005年，找到新一波迷幻人的起源並摧毀。與此同時，從負責指揮行動的哈里斯長官口中得知前上司麥納爾蒂在一次行動中命喪戰場。
傑克利用時光機器來到2005年，發現莉娜已再婚，雖然接受了傑克對為何錯過晚餐的解釋，但她對自己的生活感到滿意，並要求傑克不要使用時間旅行來追溯更改歷史，以便他在約會時在場。從事記者的莉娜揭發了軍方的秘密行動：美國政府贊助了一項新的迷幻人士兵培訓計畫，該計劃由瘋狂的穆圖上校主導。莉娜讓計畫逃兵RJ跟隨傑克一起行動，但傑克和RJ卻遭到穆圖上校捉住，並為傑克注射了迷幻人藥劑，RJ則被要求歸隊。
穆圖上校迎接資助經費的議員來到藏身於一間酒吧底下的基地時，但RJ幫助傑克脫身，並與迷幻人士兵發生槍戰。RJ無法綁脫上校的控制而要求傑克殺死自己，使後者不得以了結她。傑克在鯊魚的幫助下，來到穆圖上校面前，但此時鯊魚因電路板短路而停擺。傑克殺死一名士兵後被穆圖控制，打算飲彈自盡，但傑克最終擺脫了控制並槍殺了對方。
傑克與鯊魚回到2352年，並被由雷恩斯、艾莉絲和哈里斯組成的新議會任命為時空保全大使，負責穿梭於各時空執行任務，並讓鯊魚搭檔；傑克在無法抗命的情況下不情願地接受新職位。

## 演員
- 提姆·湯默森飾演傑克·戴斯（英语：Jack Deth）
- 海倫·杭特飾演莉娜·戴斯（Lena Deth）
- 梅蘭妮·史密斯（英语：Melanie Smith (actress)）飾演RJ（R.J.）
- 安德魯·羅賓森（英语：Andrew Robinson (actor)）飾演穆圖老爹上校（Colonel Daddy Muthuh）
- 泰爾瑪·霍普金斯（英语：Telma Hopkins）飾演雷恩斯指揮官（Commander Raines）
- 梅根·沃德（英语：Megan Ward）飾演艾莉絲·史迪威·戴斯（Alice Stilwell Deth）
- 史蒂芬·馬赫特（英语：Stephen Macht）飾演哈里斯（Harris）
- R·A·米海洛夫（英语：R. A. Mihailoff）飾演鯊魚（Shark）
- 東尼·皮爾斯（Tony Pierce）飾演傑森（Jason）
- 黛恩·安·比林斯（Dawn Ann Billings）飾演亞娜（Jana）
- 艾德·畢希納（Ed Beechner）飾演萊恩中尉（Lt. Ryan）

## 製作
1990年代，海倫·杭特當時因電視劇《為你瘋狂》而成為明星，不太可能回歸演出B級製作的本片；但杭特意外答應演出，令編導C·寇特尼·喬伊納和製片人阿爾伯特·班德相當欣喜。喬伊納也讚揚了杭特的表現和對電影的奉獻。《入侵异次元3》是杭特於該系列的最後一次露面。